# Maria Celeste (krater wenusjański)
Maria Celeste – krater uderzeniowy na planecie Wenus, o średnicy 97,5 km, położony na współrzędnych 23,4° szerokości północnej i 140,4° długości wschodniej.
Decyzją Międzynarodowej Unii Astronomicznej w 1991 roku został nazwany imieniem Marii Celeste, córki Galileusza.